# Code of Vengeance
Code of Vengeance è una serie televisiva statunitense spin-off di Supercar.
Sono stati mandati in onda due film televisivi e altri due episodi.

## Trama
Il protagonista è David Dalton (Charles Taylor), un veterano del Vietnam che aiuta gli altri ad avere giustizia.

## Episodi
| Stagione       | Episodi | Prima TV USA | Prima TV Italia |
| -------------- | ------- | ------------ | --------------- |
| Prima stagione | 6       | 1985-1986    | inedita         |